# Spitzsattel-Hufeisennase

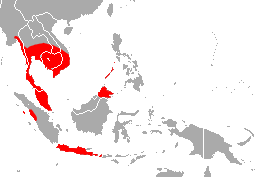
Grobe Skizze des Verbreitungsgebiets

Die Spitzsattel-Hufeisennase oder Spitze Hufeisennase (Rhinolophus acuminatus) ist ein Fledertier in der Gattung der Hufeisennasen. Das Typusexemplar stammt von der Insel Java. Genetische Studien lassen die Malaiische Hufeisennase (Rhinolophus malayanus)  als Schwestertaxon vermuten. Andere nahe verwandte Arten sind die Großohr-Hufeisennase (Rhinolophus macrotis), die Östliche Hufeisennase (Rhinolophus megaphyllus), die Zwerg-Hufeisennase (Rhinolophus pusillus) und die Philippinen-Hufeisennase (Rhinolophus philippinensis).

## Merkmale
Die Art ist mit einer Kopf-Rumpf-Länge von 48 bis 52 mm, einer Schwanzlänge von 19 bis 31 mm und einem Gewicht von 9,5 bis 16 g ein kleiner Gattungsvertreter. Es sind 44 bis 53 mm lange Unterarme, Hinterfüße von 9 bis 11 mm Länge und 16,5 bis 21,5 mm lange Ohren vorhanden. Je nach Population oder Jahreszeit treten zwei Farbmorphen auf. Bei der ersten sind die Haare oberseits an der Wurzel graubraun und an den Spitzen hellgrau bis silbrig. Unterseits ist das Fell durchgängig graubraun. Die zweite Morphe hat oberseits graubraune Haarabschnitte an der Basis und rotbraune Spitzen sowie unterseits ein helles rotbraunes Fell. Das Nasenblatt hat eine 8 bis 10 mm breite hufeisenförmige Grundform, die nur teilweise die Oberlippe bedeckt. In der Mitte befindet sich ein etwa dreieckiger Hautlappen und ein weiterer von variabler Form. Der obere skalpellförmige Teil hat im unteren Bereich gebogene Kanten und weiter oben fast parallele Kanten. Typisch sind drei Kerben in der Unterlippe. Verschiedene abweichende Details des Schädels, der Zähne und des männlichen Penisknochens unterscheiden die Spitzsattel-Hufeisennase von anderen Gattungsvertretern. Der diploide Chromosomensatz wird aus 62 Chromosomen (2n=62) gebildet.

## Verbreitung
Diese Fledermaus hat verschiedene disjunkte Populationen im südlichen Teil der Indochinesischen Halbinsel, auf der Malaiischen Halbinsel, auf Sumatra, auf Java, auf verschiedenen kleinen Inseln der Region sowie im Nordosten von Borneo. Ob Populationen auf den Philippinen (Negros, Busuanga, Palawan und Balabac) zu dieser Art zählen ist umstritten. Auch die Einordnung von Populationen in Myanmar, Thailand, Kambodscha und Vietnam sollte überprüft werden. Letztere entsprechen bezüglich der Morphologie der Nominatform. Die Spitzsattel-Hufeisennase lebt im Flachland und in Gebirgen zwischen 50 und 1700 Meter Höhe. Sie bewohnt gewöhnlich Wälder mit Zweiflügelfruchtbäumen und besucht Bambusgestrüpp, andere tropische Wälder und offene Siedlungen, wie Vorstädte.

## Lebensweise
Das nachtaktive Tier ruht am Tage in Höhlen, Tunneln und wenig genutzten Gebäuden. Die Exemplare bilden kleine bis mittelgroße Kolonien. Eine Gruppe in einem Kloster in Myanmar hatte 100 Mitglieder. Die Rufe zur Echoortung bestehen aus mehreren Melodien. Die stärkste Intensität erreichen Männchen bei 86 bis 90 kHz und Weibchen bei 93 bis 95 kHz, mit Variationen abhängig von der Verbreitung. Die Spitzsattel-Hufeisennase hat einen langsamen und wendigen Flug und jagt meist verschiedene Insekten im Unterholz, einige Meter über dem Grund. Männchen hatten im Oktober in Vietnam einen starken moschusartigen Geruch, was als Zeichen von Paarungsverhalten gedeutet wird. Trächtige Weibchen und Weibchen mit aktiven Zitzen wurden auf Palawan im Juni gefunden.

## Gefährdung
Regional können sich Störungen an den Verstecken negativ auswirken. Im Verbreitungsgebiet, das als groß eingeschätzt wird, gibt es mehrere Schutzzonen. Die IUCN listet die Art als nicht gefährdet (least concern).